# Kowale (rejon jaworowski)
Kowale (ukr. Ковалі) – wieś na Ukrainie, w rejonie jaworowskim obwodu lwowskiego.

## Historia
Dawniej grupa domów wsi Czernilawa w powiecie jaworowskim.